# Zona limnética
La zona limnética corresponde a la zona de las aguas abiertas que se extienden hasta la profundidad donde se alcanza el nivel de compensación, es decir, donde la fotosíntesis equilibra a la respiración. Por debajo de este nivel, y debido a la escasez de radiación solar, es de difícil productividad. Naturalmente esta zona se presenta en los lagos de profundidad considerable. En cierto modo corresponde a lo que en los medios marinos se denomina mar abierto o zona oceánica en el lecho marino.
- Datos: Q16964180